# G.711
G.711 je nejběžnější, nejrozšířenější a nejjednodušší standard pro digitalizaci zvukového signálu používaný v telekomunikacích. Byl schválen jako ITU-T standard v roce 1988. Pro svou jednoduchost je však také nejméně úsporný na přenosovou rychlost. Vzorkovací frekvence u tohoto formátu je 8 kHz a rozlišení 8 bitů, z toho vyplývá přenosová rychlost 64 kbit/s. G.711 je použit u v ISDN a PCM.
Pro kódování signálu se používá logaritmická komprese, kdy je dvanácti či třináctibitový signál převáděn na osmibitový signál. Logaritmická komprese hovorového signálu v Evropě a Austrálii používá vzorec známý jako A-law (PCMA), v severní Americe a Japonsku vzorec μ-law (PCMU). V severní Americe a Japonsku se používá vyšší komprese, protože v některých z tamních telefonních sítí je dostupných pouze 7 bitů pro přenos hlasu a osmý bit se používá na signalizaci. V Evropě se používá pro přenos hlasu všech 8 bitů a signalizace je přenášena samostatným kanálem. (Například pomocí Signalizačního systému č. 7, CAS či jinou signalizací.) V Evropě a Austrálii má tedy přenos hlasu v digitální telefonní síti vyšší kvalitu než stejný přenos pomocí telefonní sítě v Severní Americe či v Japonsku. Na rozhraní těchto sítí musí proto dojít k překódování. Jakým způsobem je hlas kódován, tedy informace o použitém formátu, jsou přenášeny pomocí signalizace.
G.711.0 je další ze standardů ITU-T, schválen v roce 2009. Poskytuje bezztrátovou kompresi G.711. Jeho plný anglický název je Lossless compression of G.711 pulse code modulation. Bývá také označován jako G.711 LLC.
G.711.1 byl schválen v roce 2008. Je to standard, který rozšiřuje G.711 o možnost použít vzorkovací frekvenci 16 kHz a vyšší kvalitu zvuku s pomocí tří vrstev. Datový tok je 64, 80 nebo 96 kbit/s. G.711.1 s datovým tokem 64 kbit/s je kompatibilní s G.711. Vyšší datové toky nejsou kompatibilní s G.711.